# Подрага
Подрага (словен. Podraga, итал. Podraga) је насељено место у општини Випава, Горишка регија, Словенија.

## Историја
До територијалне реорганизације у Словенији била је у саставу старе општине Ајдовшчина.

## Становништво
У попису становништва из 2011. године, Подрага је имала 309 становника.
| Број становника према пописима | Број становника према пописима | Број становника према пописима |
| ------------------------------ | ------------------------------ | ------------------------------ |
| 1991                           | 2002                           | 2011                           |
| 347                            | 314                            | 309                            |